# Ronde van Polen 2016 (mannen)
De 73e editie van de wielerwedstrijd Ronde van Polen vond in 2016 plaats van 12 tot en met 18 juli. De start vond plaats in Radzymin, de finish was in Krakau. De ronde maakte deel uit van de UCI World Tour 2016. De winnaar van 2015, de Spanjaard Jon Izagirre, werd opgevolgd door de Tim Wellens die hiermee na Roger Diercken (1960), Andre Delcroix (1974) en Johan Vansummeren (2007) de vierde Belgische eindzege bewerkstelligde.
In de vijfde etappe stapten 85 van de 185 gestarte renners af als gevolg van de weersomstandigheden. De zesde etappe, oorspronkelijk over een parkoers van bijna 39 kilometer dat vijf keer diende te worden afgelegd, ging van start voor twee omlopen. Na een omloop werd de wedstrijd stilgelegd vanwege mist en zware regenval en werd vervolgens geannuleerd. Na afloop van de afsluitende tijdrit prijkten er 97 renners in de einduitslag.

## Deelnemende ploegen
Naast de achttien World Tour teams namen zes Pro Continentale teams en een nationale selectie deel. De 25 teams gingen elk met acht renners van start, waardoor het deelnemersveld bij aanvang uit 200 renners bestond.
| 18 UCI World Tour-ploegen | 18 UCI World Tour-ploegen | 18 UCI World Tour-ploegen | 7 wildcards           |
| ------------------------- | ------------------------- | ------------------------- | --------------------- |
| AG2R La Mondiale          | FDJ                       | LottoNL-Jumbo             | Landenteam            |
| Astana                    | Giant-Alpecin             | Movistar                  | CCC Sprandi Polkowice |
| BMC Racing Team           | IAM Cycling               | Orica-BikeExchange        | Verva ActiveJet       |
| Cannondale                | Katjoesja                 | Team Sky                  | Bardiani CSF          |
| Dimension Data            | Lampre-Merida             | Tinkoff                   | Gazprom-RusVelo       |
| Etixx-Quick Step          | Lotto Soudal              | Trek-Segafredo            | Novo Nordisk          |
|                           |                           |                           | ONE                   |
|                           |                           |                           |                       |

## Startlijst
Tinkoff
- 1.  Pavel Broett
- 2.  Jesper Hansen
- 3.  Daniele Bennati
- 4.  Juraj Sagan
- 5.  Sérgio Paulinho
- 6.  Jesús Hernández
- 7.  Jevgeni Petrov
- 8.  Joeri Trofimov

Movistar Team
- 11.  Andrey Amador
- 12.  Jonathan Castroviejo
- 13.  Alex Dowsett
- 14.  Rubén Fernández
- 15.  Dayer Quintana
- 16.  Rory Sutherland
- 17.  Francisco Ventoso
- 18.  Giovanni Visconti

Etixx-Quick Step
- 21.  Laurens De Plus
- 22.  Fernando Gaviria
- 23.  Bob Jungels
- 24.  Davide Martinelli
- 25.  Pieter Serry
- 26.  Zdeněk Štybar
- 27.  Łukasz Wiśniowski
- 28.  Nikolas Maes

Astana Pro Team
- 31.  Valerio Agnoli
- 32.  Eros Capecchi
- 33.  Dario Cataldo
- 34.  Andrea Guardini
- 35.  Gatis Smukulis
- 36.  Roeslan Tleoebajev
- 37.  Baqtïyar Qojatajev
- 38.  Andrej Zejts

Cannondale-Drapac Pro Cycling
- 41.  Alberto Bettiol
- 42.  André Cardoso
- 43.  Simon Clarke
- 44.  Davide Formolo
- 45.  Toms Skujiņš
- 46.  Rigoberto Urán
- 47.  Davide Villella
- 48.  Michael Woods

Dimension Data
- 51.  Matthew Brammeier
- 52.  Omar Fraile
- 53.  Jacques Janse van Rensburg
- 54.  Songezo Jim
- 55.  Adrien Niyonshuti
- 56.  Youcef Reguigui
- 57.  Kristian Sbaragli
- 58.  Kanstantsin Siwtsow

Trek-Segafredo
- 61.  Eugenio Alafaci
- 62.  Fumiyuki Beppu
- 63.  Niccolo Bonifazio
- 64.  Marco Coledan
- 65.  Stijn Devolder
- 66.  Fabio Felline
- 67.  Ryder Hesjedal
- 68.  Boy van Poppel

Team Sky
- 71.  Michał Gołaś
- 72.  Beñat Intxausti
- 73.  Peter Kennaugh
- 74.  Leopold König
- 75.  Michał Kwiatkowski
- 76.  Salvatore Puccio
- 77.  Nicolas Roche
- 78.  Elia Viviani

Lampre-Merida
- 81.  Diego Ulissi
- 82.  Mário Costa
- 83.  Roberto Ferrari
- 84.  Manuele Mori
- 85.  Sacha Modolo
- 86.  Przemysław Niemiec
- 87.  Simone Petilli
- 88.  Matej Mohorič

BMC Racing Team
- 91.  Alessandro De Marchi
- 92.  Philippe Gilbert
- 93.  Floris Gerts
- 94.  Ben Hermans
- 95.  Manuel Quinziato
- 96.  Peter Velits
- 97.  Loïc Vliegen
- 98.  Danilo Wyss

ORICA BikeExchange
- 101.  Simon Yates
- 102.  Caleb Ewan
- 103.  Jack Haig
- 104.  Jens Keukeleire
- 105.  Svein Tuft
- 106.  Luka Mezgec
- 107.  Mitchell Docker
- 108.  Sam Bewley

Team Giant-Alpecin
- 111.  Nikias Arndt
- 112.  Bert De Backer
- 113.  Koen de Kort
- 114.  Johannes Fröhlinger
- 115.  Tobias Ludvigsson
- 116.  Tom Stamsnijder
- 117.  Zico Waeytens
- 118.  Max Walscheid

Team Katusha
- 121.  Sergej Tsjernetski
- 122.  Dmitri Kozontsjoek
- 123.  Sergej Lagoetin
- 124.  Matvej Mamykin
- 125.  Jhonatan Restrepo
- 126.  Simon Špilak
- 127.  Rein Taaramäe
- 128.  Anton Vorobjov

TeamLottoNL-Jumbo
- 131.  Enrico Battaglin
- 132.  Koen Bouwman
- 133.  Victor Campenaerts
- 134.  Moreno Hofland
- 135.  Tom Leezer
- 136.  Primož Roglič
- 137.  Alexey Vermeulen
- 138.  Dennis van Winden

Lotto-Soudal
- 141.  Tiesj Benoot
- 142.  Jasper De Buyst
- 143.  Bart De Clercq
- 144.  Sander Armée
- 145.  Maxime Monfort
- 146.  Rafael Valls
- 147.  Louis Vervaeke
- 148.  Tim Wellens

Ag2r-La Mondiale
- 151.  Julien Bérard
- 152.  François Bidard
- 153.  Nico Denz
- 154.  Hugo Houle
- 155.  Blel Kadri
- 156.  Sébastien Minard
- 157.  Matteo Montaguti
- 158.  Jean-Christophe Péraud

IAM Cycling
- 161.  Marcel Aregger
- 162.  Stefan Denifl
- 163.  Jonathan Fumeaux
- 164.  Heinrich Haussler
- 165.  Roger Kluge
- 166.  Matteo Pelucchi
- 167.  Aleksejs Saramotins
- 168.  Larry Warbasse

FDJ
- 171.  Kenny Elissonde
- 172.  Murilo Fischer
- 173.  Marc Fournier
- 174.  Ignatas Konovalovas
- 175.  Johan Le Bon
- 176.  Lorrenzo Manzin
- 177.  Yoann Offredo
- 178.  Kévin Reza

Verva Activejet Pro Cycling Team
- 181.  Paweł Franczak
- 182.  Kamil Gradek
- 183.  Paweł Cieślik
- 184.  Łukasz Bodnar
- 185.  Adam Stachowiak
- 186.  Jordi Simón
- 187.  Jonas Koch
- 188.  Karel Hník

CCC Sprandi Polkowice
- 191.  Maciej Paterski
- 192.  Łukasz Owsian
- 193.  Jarosław Marycz
- 194.  Mateusz Taciak
- 195.  Michał Paluta
- 196.  Felix Großschartner
- 197.  Víctor de la Parte
- 198.  Branislaw Samojlaw

Reprezentacja Polska
- 201.  Dariusz Batek
- 202.  Artur Detko
- 203.  Przemysław Kasperkiewicz
- 204.  Piotr Konwa
- 205.  Szymon Rekita
- 206.  Marek Rutkiewicz
- 207.  Gracjan Szelag
- 208.  Kamil Zieliński

Team Novo Nordisk
- 211.  Javier Mejías
- 212.  Martijn Verschoor
- 213.  Charles Planet
- 214.  David Lozano
- 215.  Andrea Peron
- 216.  Nicolas Lefrançois
- 217.  Christopher Williams
- 218.  Stephen Clancy

One Pro Cycling
- 221.  Yanto Barker
- 222.  Marcin Białobłocki
- 223.  Karol Domagalski
- 224.  Matthew Goss
- 225.  Chris Opie
- 226.  James Oram
- 227.  Dion Smith
- 228.  Pete Williams

Gazprom-RusVelo
- 231.  Aleksandr Kolobnev
- 232.  Ivan Savitski
- 233.  Sergej Nikolajev
- 234.  Sergej Firsanov
- 235.  Igor Bojev
- 236.  Roman Majkin
- 237.  Andrej Solomennikov
- 238.  Artjom Ovetsjkin

Bardiani-CSF
- 241.  Sonny Colbrelli
- 242.  Enrico Barbin
- 243.  Nicola Boem
- 244.  Mirco Maestri
- 245.  Lorenzo Rota
- 246.  Nicola Ruffoni
- 247.  Paolo Simion
- 248.  Alessandro Tonelli

## Etappe-overzicht
| etappe | datum   | start           | finish              | type                | afstand | winnaar                                        | klassementsleider                              |
| ------ | ------- | --------------- | ------------------- | ------------------- | ------- | ---------------------------------------------- | ---------------------------------------------- |
| 1e     | 12 juli | Radzymin        | Warschau            | Vlakke rit          | 135 km  | Davide Martinelli                              | Davide Martinelli                              |
| 2e     | 13 juli | Tarnowskie Góry | Katowice            | Vlakke rit          | 153 km  | Fernando Gaviria                               | Fernando Gaviria                               |
| 3e     | 14 juli | Zawiercie       | Nowy Sącz           | Heuvelrit           | 240 km  | Niccolò Bonifazio                              | Fernando Gaviria                               |
| 4e     | 15 juli | Nowy Sącz       | Rzeszów             | Heuvelrit           | 218 km  | Fernando Gaviria                               | Fernando Gaviria                               |
| 5e     | 16 juli | Wieliczka       | Zakopane            | Bergrit             | 225 km  | Tim Wellens                                    | Tim Wellens                                    |
| 6e     | 17 juli | Terma Bukowina  | Bukowina Tatrzańska | Bergrit             | 194 km  | Etappe geannuleerd i.v.m. weersomstandigheden. | Etappe geannuleerd i.v.m. weersomstandigheden. |
| 7e     | 18 juli | Krakau          | Krakau              | Individuele tijdrit | 025 km  | Alex Dowsett                                   | Tim Wellens                                    |

## Etappe-uitslagen

### 1e etappe
| Radzymin - Warschau (138 km) |                   |                    |          |
| Plaats                       | Naam              | Ploeg              | Tijd     |
| Winnaar                      | Davide Martinelli | Etixx-Quick Step   | 3u01'10" |
| 2                            | Fernando Gaviria  | Etixx-Quick Step   | z.t.     |
| 3                            | Caleb Ewan        | Orica-BikeExchange | z.t.     |
|                              |                   |                    |          |
| 5                            | Moreno Hofland    | Team LottoNL-Jumbo | z.t.     |
| 6                            | Philippe Gilbert  | BMC Racing Team    | z.t.     |

| Algemeen klassement |                   |                    |          |
| Plaats              | Naam              | Ploeg              | Tijd     |
| Gele trui           | Davide Martinelli | Etixx-Quick Step   | 3u01'10" |
| 2                   | Fernando Gaviria  | Etixx-Quick Step   | + 4"     |
| 3                   | Caleb Ewan        | Orica-BikeExchange | + 6"     |
|                     |                   |                    |          |
| 5                   | Moreno Hofland    | Team LottoNL-Jumbo | + 10"    |
| 6                   | Philippe Gilbert  | BMC Racing Team    | z.t.     |

### 2e etappe
| Tarnowskie Góry - Katowice (128 km) |                  |                    |          |
| Plaats                              | Naam             | Ploeg              | Tijd     |
| Winnaar                             | Fernando Gaviria | Etixx-Quick Step   | 3u19'30" |
| 2                                   | Elia Viviani     | Team Sky           | z.t.     |
| 3                                   | Caleb Ewan       | Orica-BikeExchange | z.t.     |
|                                     |                  |                    |          |
| 5                                   | Moreno Hofland   | Team LottoNL-Jumbo | z.t.     |
| 9                                   | Jasper De Buyst  | Lotto Soudal       | z.t.     |

| Algemeen klassement |                   |                    |          |
| Plaats              | Naam              | Ploeg              | Tijd     |
| Gele trui           | Fernando Gaviria  | Etixx-Quick Step   | 6u20'24" |
| 2                   | Davide Martinelli | Etixx-Quick Step   | + 6"     |
| 3                   | Caleb Ewan        | Orica-BikeExchange | + 8"     |
|                     |                   |                    |          |
| 5                   | Moreno Hofland    | Team LottoNL-Jumbo | + 16"    |
| 10                  | Philippe Gilbert  | BMC Racing Team    | z.t.     |

### 3e etappe
| Zawiercie - Nowy Sącz (240 km) |                   |                    |          |
| Plaats                         | Naam              | Ploeg              | Tijd     |
| Winnaar                        | Niccolò Bonifazio | Trek-Segafredo     | 5u46'12" |
| 2                              | Moreno Hofland    | Team LottoNL-Jumbo | z.t.     |
| 3                              | Luka Mezgec       | Orica-BikeExchange | z.t.     |
|                                |                   |                    |          |
| 8                              | Loïc Vliegen      | BMC Racing Team    | z.t.     |

| Algemeen klassement |                   |                    |           |
| Plaats              | Naam              | Ploeg              | Tijd      |
| Gele trui           | Fernando Gaviria  | Etixx-Quick Step   | 12u06'36" |
| 2                   | Niccolò Bonifazio | Trek-Segafredo     | + 6"      |
| 3                   | Caleb Ewan        | Orica-BikeExchange | + 8"      |
|                     |                   |                    |           |
| 4                   | Moreno Hofland    | Team LottoNL-Jumbo | + 10"     |
| 12                  | Philippe Gilbert  | BMC Racing Team    | + 16"     |

### 4e etappe
| Nowy Sącz - Rzeszów (218 km) |                    |                    |          |
| Plaats                       | Naam               | Ploeg              | Tijd     |
| Winnaar                      | Fernando Gaviria   | Etixx-Quick Step   | 5u12'56" |
| 2                            | Luka Mezgec        | Orica-BikeExchange | z.t.     |
| 3                            | Michał Kwiatkowski | Team Sky           | z.t.     |
|                              |                    |                    |          |
| 5                            | Boy van Poppel     | Trek-Segafredo     | z.t.     |
| 6                            | Zico Waeytens      | Team Giant-Alpecin | z.t.     |

| Algemeen klassement |                    |                  |           |
| Plaats              | Naam               | Ploeg            | Tijd      |
| Gele trui           | Fernando Gaviria   | Etixx-Quick Step | 17u19'22" |
| 2                   | Michał Kwiatkowski | Team Sky         | + 19"     |
| 3                   | Diego Ulissi       | Lampre-Merida    | + 22"     |
|                     |                    |                  |           |
| 4                   | Tim Wellens        | Lotto Soudal     | + 25"     |
| 8                   | Floris Gerts       | BMC Racing Team  | + 26"     |

### 5e etappe
| Wieliczka - Zakopane (225 km) |                |                   |          |
| Plaats                        | Naam           | Ploeg             | Tijd     |
| Winnaar                       | Tim Wellens    | Lotto Soudal      | 5u57'22" |
| 2                             | Davide Formolo | Cannondale-Drapac | + 3'48"  |
| 3                             | Tiesj Benoot   | Lotto Soudal      | + 4'37"  |
|                               |                |                   |          |
| 36                            | Floris Gerts   | BMC Racing Team   | + 26'29" |

| Algemeen klassement |                |                   |           |
| Plaats              | Naam           | Ploeg             | Tijd      |
| Gele trui           | Tim Wellens    | Lotto Soudal      | 23u16'53" |
| 2                   | Davide Formolo | Cannondale-Drapac | + 4'05"   |
| 3                   | Tiesj Benoot   | Lotto Soudal      | + 4'50"   |
|                     |                |                   |           |
| 33                  | Floris Gerts   | BMC Racing Team   | + 26'46"  |

### 6e etappe
Etappe geannuleerd in verband met weersomstandigheden.

### 7e etappe
| Krakau - Krakau (25 km) (individuele tijdrit) |                      |                    |         |
| Plaats                                        | Naam                 | Ploeg              | Tijd    |
| Winnaar                                       | Alex Dowsett         | Movistar Team      | 28'59"  |
| 2                                             | Jonathan Castroviejo | Movistar Team      | + 22"   |
| 3                                             | Primož Roglič        | Team LottoNL-Jumbo | + 39"   |
|                                               |                      |                    |         |
| 4                                             | Ben Hermans          | BMC Racing Team    | + 41"   |
| 41                                            | Moreno Hofland       | Team LottoNL-Jumbo | + 2'13" |

| Algemeen klassement |                 |                   |           |
| Plaats              | Naam            | Ploeg             | Tijd      |
| Gele trui           | Tim Wellens     | Lotto Soudal      | 23u47'23" |
| 2                   | Fabio Felline   | Trek-Segafredo    | + 4'22"   |
| 3                   | Alberto Bettiol | Cannondale-Drapac | + 4'54"   |
|                     |                 |                   |           |
| 38                  | Floris Gerts    | BMC Racing Team   | + 28'05"  |

## Eindklassementen
| Algemeen klassement |                 |                   |           |
| Plaats              | Naam            | Ploeg             | Tijd      |
| Gele trui           | Tim Wellens     | Lotto Soudal      | 23u47'23" |
| 2                   | Fabio Felline   | Trek-Segafredo    | + 4'22"   |
| 3                   | Alberto Bettiol | Cannondale-Drapac | + 4'54"   |
| 4                   | Davide Formolo  | Cannondale-Drapac | + 5'06"   |
| 5                   | Tiesj Benoot    | Lotto Soudal      | + 5'22"   |
| 6                   | Rubén Fernández | Movistar Team     | + 5'45"   |
| 7                   | Larry Warbasse  | IAM Cycling       | + 5'47"   |
| 8                   | Andrej Zejts    | Astana Pro Team   | + 6'08"   |
| 9                   | Dario Cataldo   | Astana Pro Team   | + 6'20"   |
| 10                  | Davide Villella | Cannondale-Drapac | + 8'01"   |
|                     |                 |                   |           |
| 38                  | Floris Gerts    | BMC Racing Team   | + 28'05"  |

| Puntenklassement |                 |                    |        |
| Plaats           | Naam            | Ploeg              | Punten |
| Witte trui       | Alberto Bettiol | Cannondale-Drapac  | 53     |
| 2                | Moreno Hofland  | Team LottoNL-Jumbo | 51     |
| 3                | Tiesj Benoot    | Lotto Soudal       | 41     |

| Bergklassement |                 |                   |        |
| Plaats         | Naam            | Ploeg             | Punten |
| Paarse trui    | Tim Wellens     | Lotto Soudal      | 59     |
| 2              | Alberto Bettiol | Cannondale-Drapac | 34     |
| 3              | Paweł Cieślik   | Verva ActiveJet   | 30     |

Mannen: 1928 · 
1929 · 
1930-1932 · 
1933 · 
1934-1936 · 
1937 · 
1938 · 
1939 · 
1940-1946 · 
1947 · 
1948 · 
1949 · 
1950-1951 · 
1952 · 
1953 · 
1954 · 
1955 · 
1956 · 
1957 · 
1958 · 
1959 · 
1960 · 
1961 · 
1962 · 
1963 · 
1964 · 
1965 · 
1966 · 
1967 · 
1968 · 
1969 · 
1970 · 
1971 · 
1972 · 
1973 · 
1974 · 
1975 · 
1976 · 
1977 · 
1978 · 
1979 · 
1980 · 
1981 · 
1982 · 
1983 · 
1984 · 
1985 · 
1986 · 
1987 · 
1988 · 
1989 · 
1990 · 
1991 · 
1992 · 
1993 · 
1994 · 
1995 · 
1996 · 
1997 · 
1998 · 
1999 · 
2000 · 
2001 · 
2002 · 
2003 · 
2004 · 
2005 · 
2006 · 
2007 · 
2008 · 
2009 ·
2010 ·
2011 ·
2012 ·
2013 ·
2014 ·
2015 ·
2016 ·
2017 ·
2018 ·
2019 ·
2020 · 2021 · 2022 · 2023 · 2024 · 2025
Vrouwen: 1998 · 1999 · 2000 · 2001 · 2002 · 2003 · 2004 · 2005 · 2006 · 2007 · 2008 · 2009-2015 · 2016 · 2017-2023 · 2024 · 2025
 Tour Down Under · 
 Parijs-Nice · 
 Tirreno-Adriatico · 
 Milaan-San Remo ·
 E3 Harelbeke ·
 Ronde van Catalonië ·
 Gent-Wevelgem ·
 Ronde van Vlaanderen ·
 Ronde van Baskenland ·
 Parijs-Roubaix ·
 Amstel Gold Race ·
 Waalse Pijl ·
 Luik-Bastenaken-Luik ·
 Ronde van Romandië ·
 Ronde van Italië ·
 Critérium du Dauphiné ·
 Ronde van Zwitserland ·
 Ronde van Frankrijk ·
 Ronde van Polen ·
 Clásica San Sebastián ·
 EuroEyes Cyclassics ·
 GP Ouest-France Plouay ·
 GP van Quebec ·
 GP van Montreal ·
 Ronde van Spanje ·
  Eneco Tour ·
 Ronde van Lombardije